# 深光寺 (文京区)

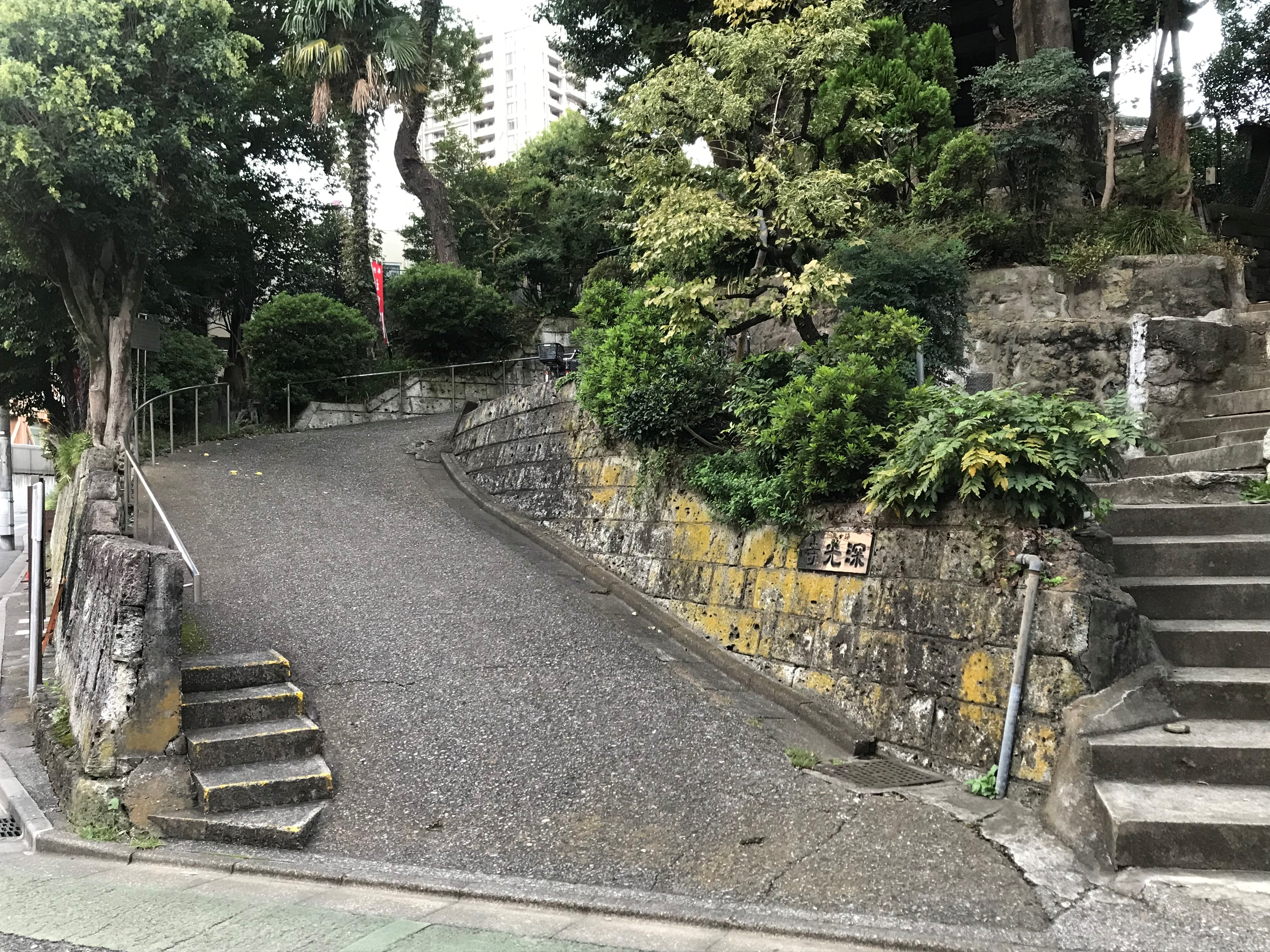

深光寺（じんこうじ）は、東京都文京区にある浄土宗の寺院。

## 歴史
1639年（寛永16年）、森源七郎の開基である。森源七郎は徳川家康以降三代にわたって仕えた幕臣である。当初は小規模で「清水庵」と称していたが、後に開山の顕蓮社善誉によって寺院として整備した。
1927年（昭和2年）に隣にあった良念寺を合併した。

## 寺宝等
- 阿弥陀如来像（本尊）
- 観音菩薩坐像

## 墓所
- 滝沢馬琴（読本作家）
- 路女（馬琴の息子の妻）

馬琴の口述筆記を手掛けたことで知られる。

## 交通アクセス
- 茗荷谷駅より徒歩3分。